# General der Osttruppen
Der General der Osttruppen (GendOsttr), später General der Freiwilligen-Verbände (Gend Freiw Verb), war die Bezeichnung einer Dienststellung der Wehrmacht und bestanden von Dezember 1942 bis Kriegsende.

## Geschichte der Dienststellen
Der General der Osttruppen beim OKH wurde am 15. Dezember 1942 eingerichtet. Am 1. Januar 1944 wurde dieser mit der Dienststelle des Inspekteurs der turkvölkischen Verbände zum General der Freiwilligen-Verbände vereint und dem Chef des Generalstabes des Heeres zugeordnet. Ab 25. November 1944 war der General der Freiwilligen-Verbände dann wieder im OKH zugeordnet.
Ab dem 1. Dezember 1944 wurde durch den General der Freiwilligen-Verbände die 600. Infanterie-Division aufgestellt.

### Inspekteur der turkvölkischen Verbände (InspTurk)
Der Inspekteur der turkvölkischen Verbände wurde Mitte Juni 1943 beim OKH aufgestellt und ab der Aufstellung durch den General der Kavallerie Ernst-August Köstring, welcher ab Januar 1944 General der Freiwilligen-Verbände wurde, geführt. Der Inspekteur der turkvölkischen Verbände war dem General der Osttruppen unterstellt.

## General der Osttruppen beim OKH
- Generalleutnant Heinz Hellmich: von der Aufstellung bis zur Umstellung

## General der Freiwilligen-Verbände
- General der Kavallerie Ernst-August Köstring

## Chef des Stabes
- Oberstleutnant Heinz Herre: 1943/44

## Bekannte Personen (Auswahl)
- Oberleutnant d. R. Wilhelm Reissmüller: bis 1944 Verbindungsoffizier